# U.S. Pro Tennis Championships 1997
Lo U.S. Pro Tennis Championships 1997  è stato un torneo di tennis giocato sul cemento. È stata la 69ª edizione del torneo, che fa parte della categoria World Series nell'ambito dell'ATP Tour 1997. Il torneo si è giocato al Longwood Cricket Club di Boston negli USA, dal 18 al 24 agosto 1997.

## Campioni

### Singolare maschile
Sjeng Schalken ha battuto in finale  Marcelo Ríos con il punteggio di 7–5, 6–3

### Doppio maschile
Jacco Eltingh /  Paul Haarhuis hanno battuto in finale  Dave Randall /  Jack Waite  6–4, 6–2